# Ligne 89 (Infrabel)
Pour les articles homonymes, voir Ligne 89.
 (décembre 2017).
Si vous disposez d'ouvrages ou d'articles de référence ou si vous connaissez des sites web de qualité traitant du thème abordé ici, merci de compléter l'article en donnant les références utiles à sa vérifiabilité et en les liant à la section « Notes et références ».
La ligne 89 est une ligne ferroviaire de Belgique. Elle relie la Gare de Denderleeuw à la Gare de Courtrai.

## Histoire
La ligne est incluse dans la concession des chemins de fer de Courtrai à Denderleeuw et de Grammont à Nieuport, attribuée à Isidore Neelemans (industriel domicilié à Eeklo) par l'arrêté royal du 1er décembre 1863. Le cahier des charges précise que le chemin de fer de Grammont à Nieuport comporte trois sections dont une reliant Courtrai à Denderleeuw via Audenarde et Zottegem. Le concessionnaire crée la Société des chemins de fer de l'Ouest de la Belgique pour reprendre sa concession, elle est approuvée par l'arrêté royal du 16 juillet 1864.
Par la convention du 28 mars 1866, la Société des chemins de fer de l'Ouest de la Belgique confie l'exploitation de ses lignes à la Société anonyme d'exploitation de chemins de fer, qui commence la construction du réseau puis cède ses droits à la Société belge de chemins de fer qui parachève la construction et en confie l'exploitation à la Société générale d'exploitation de chemins de fer.
Le 12 avril 1868, la ligne est ouverte entre Courtrai et Audenarde. Dans les mois suivants, la voie est prolongée jusqu'à Denderleeuw et ouvre le 14 décembre 1868. La Société des chemins de fer de l'Ouest de la Belgique, composante de la Société générale d'exploitation, est en partie nationalisée en 1870-1871[réf. nécessaire].
Le 22 mai 1982, la section Zottegem - Denderleeuw est électrifiée avec une tension de ligne aérienne de 3 kV. Le 5 janvier 1986, le reste de la ligne entre Zottegem et Courtrai est également électrifié à 3 kV.

## Caractéristiques
La section entre Burst et Zottegem est partagée avec la ligne 82, désormais limitée entre Alost et Burst. La vitesse maximale est de 120 km/h.

## Exploitation

### En semaine
| Type de train | Connexion                                                   | Fréquence                    |
| ------------- | ----------------------------------------------------------- | ---------------------------- |
| IC L          | Poperinge - Courtrai - Bruxelles - Termonde - Saint-Nicolas | 1x/h                         |
| S3            | Audenarde - Bruxelles - Termonde                            | 1x/h                         |
| L             | Courtrai - Zottegem                                         | 1x/h                         |
| P             | Plusieurs services                                          | Pendant les heures de pointe |

### Week end
| Type de train | Connexion                                             | Fréquence |
| ------------- | ----------------------------------------------------- | --------- |
| IC L          | Poperinge - Courtrai - Bruxelles - Termonde - Lokeren | 1x/h      |

## Patrimoine ferroviaire
Entre Audenarde et Denderleeuw, la Société belge de chemins de fer réalise un type standard de bâtiment de gare, également construit sur d'autres compagnies belges et françaises. Les bâtiments des gares de Herzele et Haaltert existent toujours ; ceux de Burst et Boucle-Saint-Denis ont été démolies.
La gare d'Audenarde, due à Henri Fouquet, est un chef-d’œuvre de style néo-renaissance flamande.